# Pictură murală

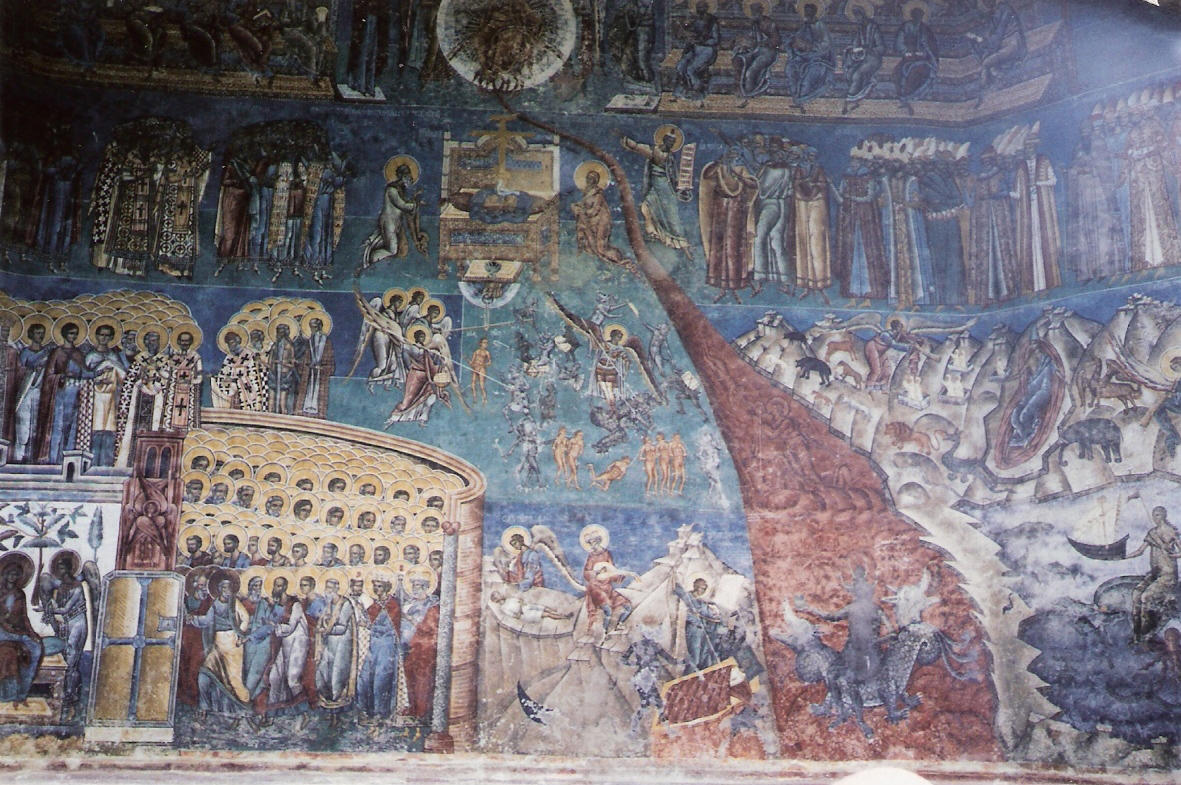
Judecata de apoi – Mănăstirea Voroneț.

Prin pictură murală se înțelege o pictură pe un perete, tavan, zid sau pe orice suprafață permanentă a unei clădiri sau structuri, iar datorită tehnicii folosite (frescă, tempera etc.) aderă perfect la zidul pe care este executată.
Picturi murale Arhivat în 21 august 2013, la Wayback Machine. au existat încă din cele mai vechi timpuri ale organizării societății umane, pornind de la picturile din peșterile din Lascaux din sudul Franței sau cele de pe pereții unor grote din Munții Tassili din centrul deșertului Sahara, și până la pictura murală bisericească, parte importantă a tradiției creștinismlui ortodox sau cea murală laică, devenită prepoderentă în ultimele două secole.
Este important de observat că în secolul al 20-lea, odată cu apariția mișcării artistice "muralista", ai cărei exponenți de seamă a fost trio-ului celebrilor muraliști mexicani Diego Rivera, David Siqueiros și José Orozco, pictura murală și muralismul au marcat o "renaștere".
Dacă în trecut principalele simboluri cultivate în picturile murale erau cele religioase, noul curent artistic manifestat între anii 1920-1930, presupunea cultivarea simbolurilor politice, artiștii mai sus menționați folosind în special fresca pentru a cultiva teme politice de-a dreptul revoluționare. Mișcarea artiștilor mexicani a influențat într-o mare măsură arta Statelor Unite din timpul Marii Depresiuni, astfel încat între anii 1935-1943 au fost realizate numeroase picturi murale.
Pictura murală a dus la apriția graffiti-ului, acesta devenind o parte importantă a culturii urbane, fiind considerat o adevărată artă.
Există diverse tehnici care se pretează la decorarea suprafețelor permanente cu picturi murale. Cea mai cunoscută este probabil fresca, care utilizează pigmenți solubili în apă, are o largă aplicabilitate, permite amestecarea armonioasă a culorilor și se usucă relativ repede. După uscare tonurile culorilor devin mai deschise.

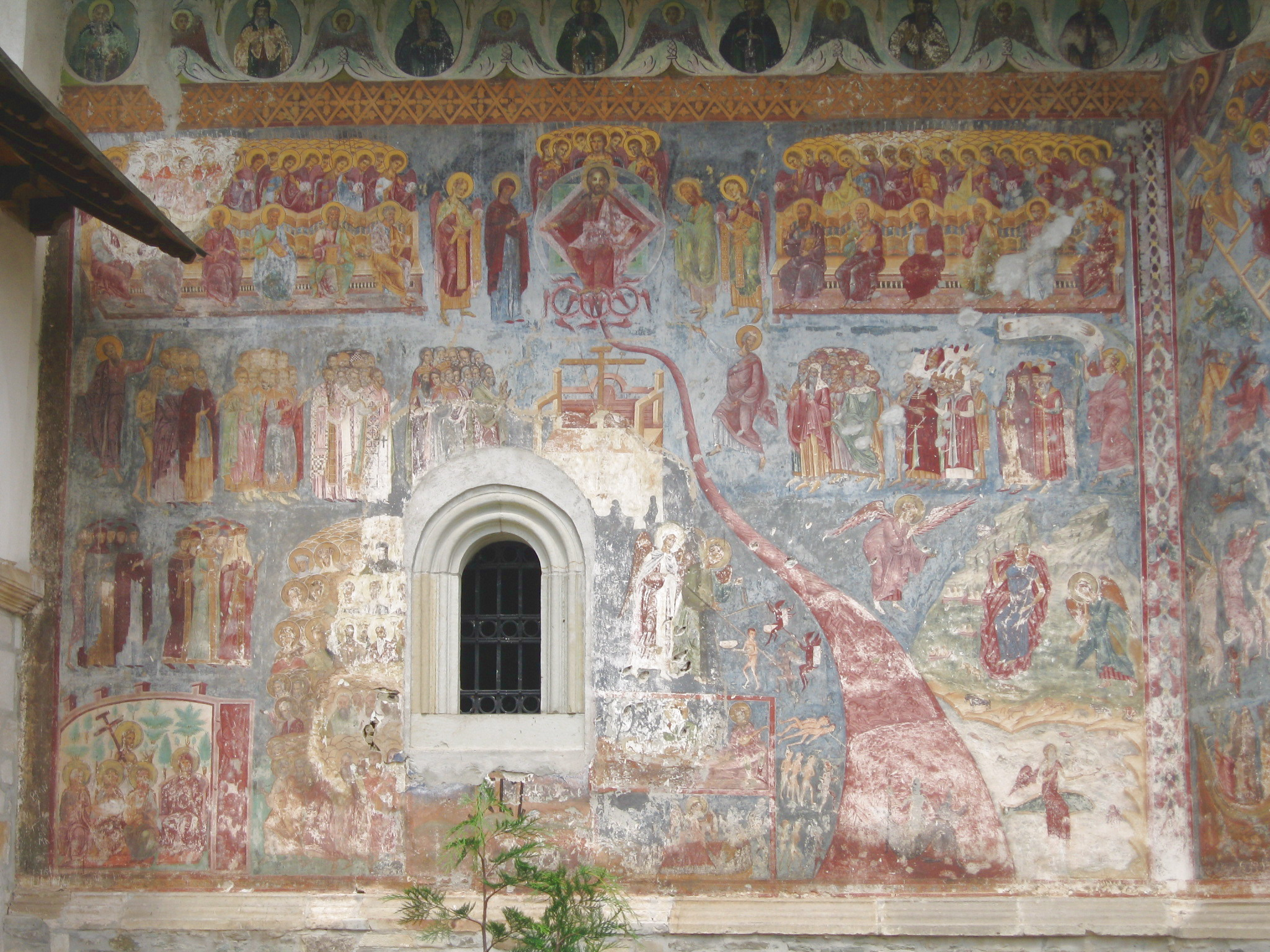
Judecata de apoi – Mănăstirea Râșca.

Astăzi, pictura murală se poate executa în moduri foarte diferite, utilizând vopsele pe bază de ulei sau apă. Stilul poate varia mult, de la cel abstract, cunoscut sub termenul din franceză trompe l'oeil, care într-o traducere aproximativă înseamnă "înșelarea ochiului", până la cele "clasice", desemnând pictarea directă a zidului sau a suprafeței permanente oferite. De asemenea, acuratețea și calitatea unor reprezentări murale de azi sunt conferite de o tehnică care permite oricărei imagini, fie pictură, fotografie, imagine electronică sau compozită să fie transferată unui poster, care se poate apoi atașa "definitiv" suprafeței. 

## Tehnici
În istoria muralului au fost folosite mai multe metode:
- pictură fresco, din cuvântul italian affresco, care derivă din adjectivul fresco ("proaspătă"), descrie o metodă în care vopseaua se aplică pe tencuială pe pereți sau pe tavane. Tehnica buon fresco constă în vopsirea în pigment amestecat cu apă pe un strat subțire de mortar umed, proaspăt, mortar de var sau tencuială. Pigmentul este apoi absorbit de tencuiala umeda; după câteva ore, tencuiala se usucă și reacționează cu aerul: aceasta este reacția chimică care fixează particulele de pigment în tencuială. După aceasta, pictura rămâne pe o perioadă îndelungată, până chiar și secole, în culori proaspete și strălucitoare.

- ictura Fresco-secco se face pe tencuiala uscată (secco este "uscat" în italiană). Astfel, pigmenții necesită un mediu de legare, cum ar fi oul (tempera), cleiul sau uleiul, pentru a atașa pigmentul pe perete.

- Mezzo-fresco este vopsită pe tencuială aproape uscată (mezzo este "mijlociu" în italiană) și a fost definită de autorul din secolul al XVI-lea, Ignazio Pozzo, ca fiind "suficient de ferm ca să nu ia o amprentă", astfel încât pigmentul să pătrundă ușor în tencuială. Până la sfârșitul secolului al șaisprezecelea, aceasta a înlocuit în mare măsură metoda buon fresco-ului și a fost folosită de pictori precum Gianbattista Tiepolo sau Michelangelo.

## Picturi murale unice

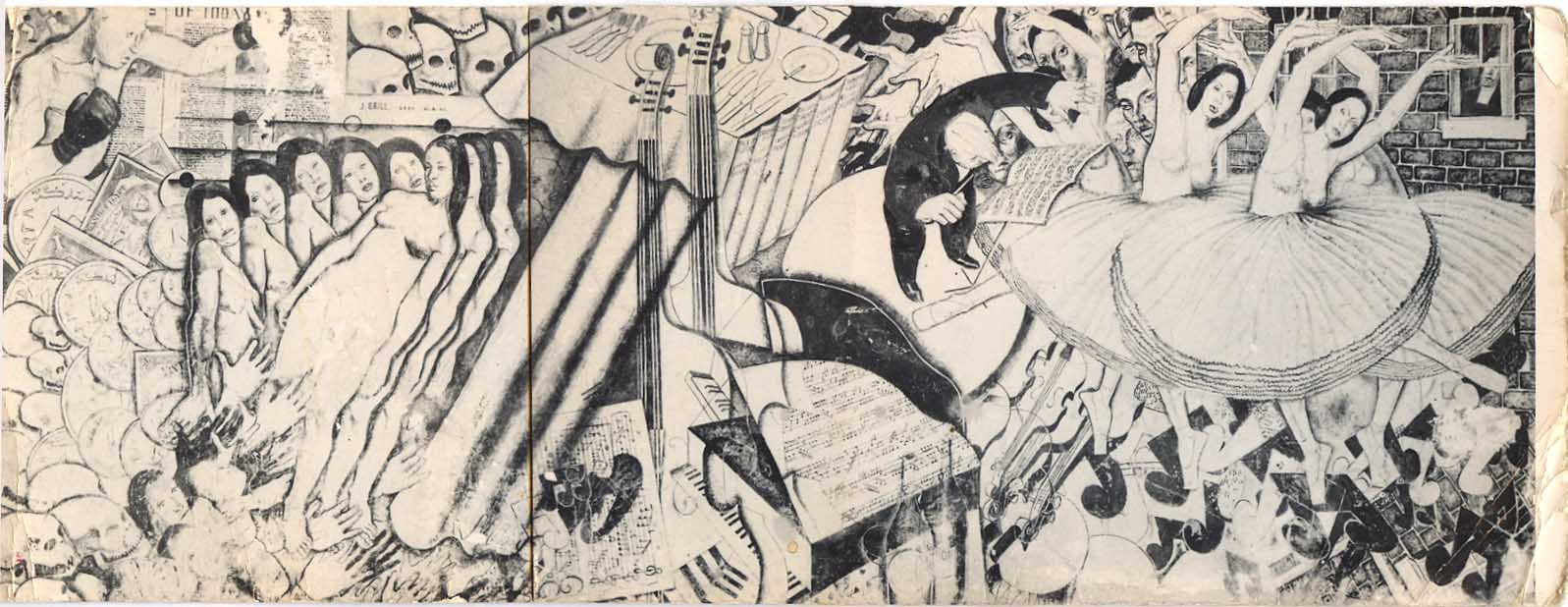
Bardia Mural, imagine din anii 1960, luată anterior deteriorării sale.

Picturi murale unicat se găsesc pretutindeni în jurul lumii. Un astfel de exemplu este o pictură care se găsește pe un zid dintr-o clădire veche, cândva o închisoare, care se găsește pe vârful unei faleze dintr-un loc numit Bardiyah, din Libia. Semnată de realizator în aprilie 1942, cu câteva săptămâni înainte de moartea sa în prima bătălie de la El Alamein, este cunoscută sub numele de Bardia Mural, fiind creată de soldatul John Frederick Brill.

## Muraliști faimoși

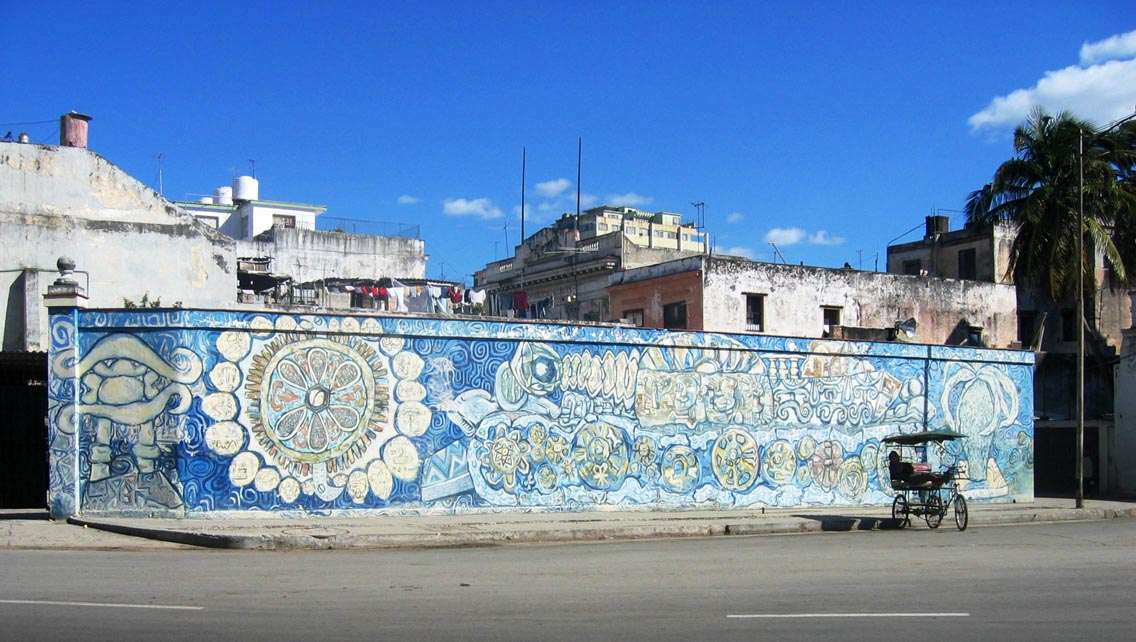
Pictură murală din Havana, Cuba.

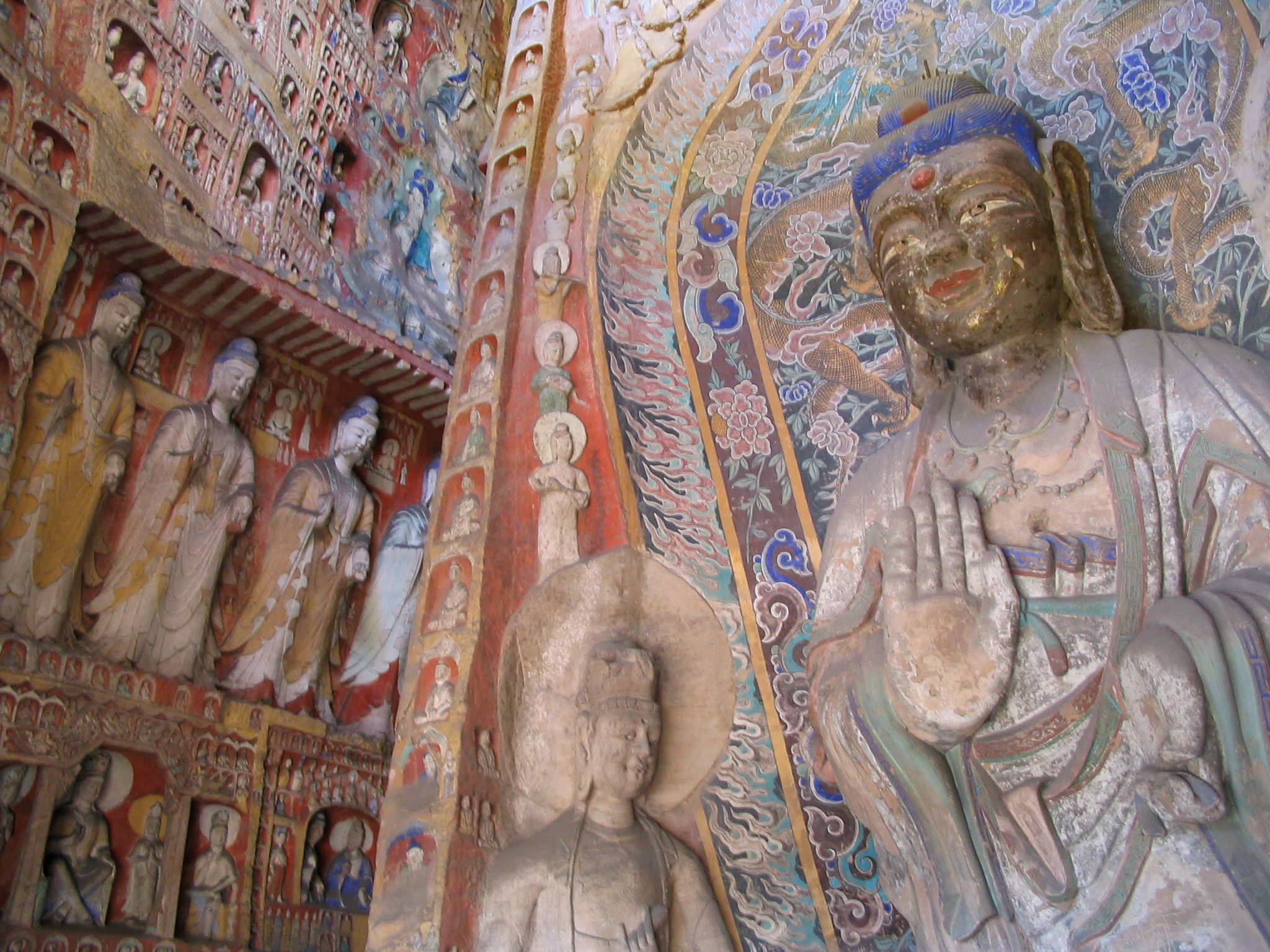
Figurine pictate și picturi murale din Grotele Yungang, Wei de Nord, China, secolele al 5-lea și al 6-lea.

- Carlos Almaraz
- Judy Baca
- Arnold Belkin
- Thomas Hart Benton
- Paul Cadmus
- Robert Dafford
- Leonardo da Vinci
- Alasdair Gray
- Richard Haas
- John Anton Mallin
- Andrea Mantegna
- Peter Max
- Santiago Martinez Delgado
- Michaelangelo
- Claude Monet
- Roberto Montenegro
- Juan O'Gorman
- José Clemente Orozco
- Diego Rivera
- Raphael
- David Alfaro Siqueiros
- Frank Stella
- Rufino Tamayo
- Titian
- Alton Tobey
- Kent Twitchell
- Lucia Wiley
- Robert Wyland
- Cro-Magnon Man